# Pristimantis hectus
Pristimantis hectus es una especie de anfibio anuro de la familia Craugastoridae.

## Distribución
Esta especie habita entre los 1200 y 2020 m sobre el nivel del mar en la vertiente occidental de la Cordillera Occidental:
- en Ecuador en la provincia de Esmeraldas;
- en Colombia en el departamento de Nariño.[5]

## Descripción
Los machos miden de 13.6 a 16.8 mm y las hembras de 19.4 a 22.5 mm.

## Publicación original
- Lynch & Burrowes, 1990 : The frogs of the genus Eleutherodactylus (family Leptodactylidae) at the La Planada Reserve in southwestern Colombia with descriptions of eight new species. Occasional Papers of the Museum of Natural History University of Kansas, n.º 136, p. 1-31[6]